# Tri-Cities Otters
O Tri-Cities Otters são um clube americano de futebol  que competem na USL League Two. Fundada em 2016, a equipe representa as comunidades da Tri-Cities Area no nordeste do Tennessee e no sudoeste da Virgínia.  

## Historia
Foi fundado em 28 de junho de 2016 em Tri-Cities, Tennessee pelo seu proprietário Michael Balluf, logo depois que a USL PDL anunciou que a cidade teria uma franquia para a temporada 2016.